# Mandjelia thorelli
Mandjelia thorelli là một loài nhện trong họ Barychelidae. Loài này phân bố ờ Queensland.